# アルフォンシーネ
アルフォンシーネ（伊: Alfonsine）は、イタリア共和国エミリア＝ロマーニャ州ラヴェンナ県にある、人口約12,000人の基礎自治体（コムーネ）。

## 地理

### 位置・広がり
ラヴェンナ県北部に位置するコムーネで、フェラーラ県と境界を接する。

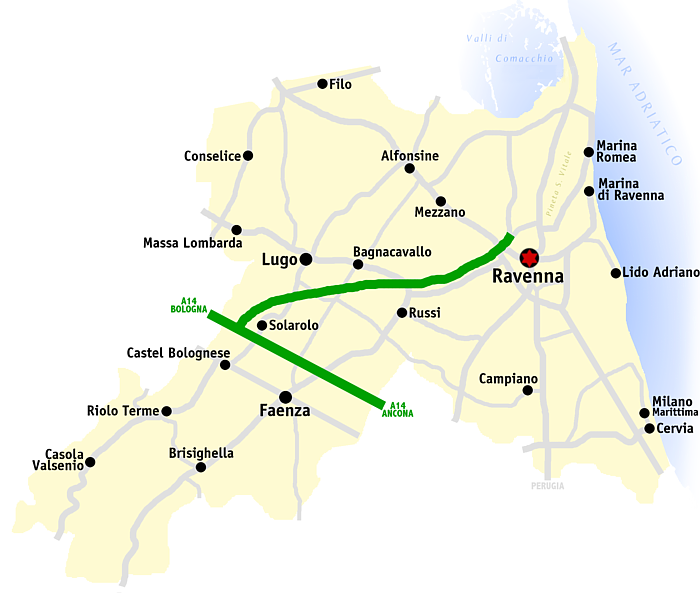
ラヴェンナ県概略図

#### 隣接コムーネ
隣接するコムーネは以下の通り。括弧内のFEはフェラーラ県所属を示す。
- アルジェンタ (FE)
- バニャカヴァッロ
- コンセーリチェ
- フジニャーノ
- ルーゴ
- ラヴェンナ

### 気候分類・地震分類
アルフォンシーネにおけるイタリアの気候分類 (it) および度日は、zona E, 2416 GGである。
また、イタリアの地震リスク階級 (it) では、zona 2 (sismicità media) に分類される。

## 行政

### 分離集落
アルフォンシーネには以下の分離集落（フラツィオーネ）がある。
- Borgo Fratti, Borgo Seganti, Filo, Fiumazzo, Longastrino, Taglio Corelli, Villa Pianta

## 姉妹都市
- Nagykáta、ハンガリー 1962年
- スペッロ、イタリア 1974年
- サン・ヴィート・ディ・カドーレ、イタリア 1988年
- Mayahi、ニジェール 1988年
- トリット、イタリア 2013年

## 人物

### 著名な出身者
- ヴィンチェンツォ・モンティ（英語版） - 18-19世紀の詩人・劇作家・文筆家。